# Liste des monuments historiques protégés en 1957
Cet article recense les monuments historiques français classés ou inscrits en 1957.

## Protections
| Édifice                                                  | Commune                            | Département             | Région                     | Protection | Base Mérimée                         | Coordonnées                        | Image |
| -------------------------------------------------------- | ---------------------------------- | ----------------------- | -------------------------- | ---------- | ------------------------------------ | ---------------------------------- | ----- |
| Église Saint-Crépin de Château-Thierry                   | Château-Thierry                    | Aisne                   | Hauts-de-France            | classé     | « PA00115586 », notice no PA00115586 | 49° 02′ 44″ nord, 3° 23′ 51″ est   |       |
| Château de Sauvan                                        | Mane                               | Alpes-de-Haute-Provence | Provence-Alpes-Côte d'Azur | classé     | « PA00080414 », notice no PA00080414 | 43° 55′ 13″ nord, 5° 45′ 35″ est   |       |
| Villa Fragonard                                          | Grasse                             | Alpes-Maritimes         | Provence-Alpes-Côte d'Azur | classé     | « PA00080736 », notice no PA00080736 | 43° 39′ 27″ nord, 6° 55′ 20″ est   |       |
| Église Notre-Dame de Bénac                               | Bénac                              | Ariège                  | Occitanie                  | inscrit    | « PA00093776 », notice no PA00093776 | 42° 57′ 16″ nord, 1° 31′ 56″ est   |       |
| Église Saint-Léger                                       | Saint-Chamas                       | Bouches-du-Rhône        | Provence-Alpes-Côte d'Azur | inscrit    | « PA00081425 », notice no PA00081425 | 43° 32′ 59″ nord, 5° 02′ 04″ est   |       |
| Dolmen de la Folatière                                   | Luxé                               | Charente                | Nouvelle-Aquitaine         | classé     | « PA00104400 », notice no PA00104400 | 45° 54′ 04″ nord, 0° 09′ 03″ est   |       |
| Tumulus de la Folatière                                  | Luxé                               | Charente                | Nouvelle-Aquitaine         | classé     | « PA00104403 », notice no PA00104403 | 45° 54′ 02″ nord, 0° 08′ 58″ est   |       |
| Église Saint-Martin de Sigogne                           | Sigogne                            | Charente                | Nouvelle-Aquitaine         | inscrit    | « PA00104517 », notice no PA00104517 | 45° 44′ 14″ nord, 0° 09′ 30″ ouest |       |
| Château de Balanzac                                      | Balanzac                           | Charente-Maritime       | Nouvelle-Aquitaine         | inscrit    | « PA00104611 », notice no PA00104611 | 45° 44′ 23″ nord, 0° 50′ 15″ ouest |       |
| Allée couverte de Men-ar-Rumpet                          | Kerbors                            | Côtes-d'Armor           | Bretagne                   | classé     | « PA00089209 », notice no PA00089209 | 48° 50′ 35″ nord, 3° 10′ 48″ ouest |       |
| Vestiges du camp antique du Castel Dû                    | Langoat                            | Côtes-d'Armor           | Bretagne                   | classé     | « PA00089246 », notice no PA00089246 | 48° 44′ 37″ nord, 3° 16′ 10″ ouest |       |
| Chapelle Notre-Dame-d'Avaugour                           | Saint-Péver                        | Côtes-d'Armor           | Bretagne                   | classé     | « PA00089653 », notice no PA00089653 | 48° 29′ 31″ nord, 3° 07′ 01″ ouest |       |
| Église Saint-Roch-et-de-l'Assomption-de-Notre-Dame       | Clairavaux                         | Creuse                  | Nouvelle-Aquitaine         | classé     | « PA00100047 », notice no PA00100047 | 45° 46′ 58″ nord, 2° 10′ 01″ est   |       |
| Église Saint-Blaise de Pontarion                         | Pontarion                          | Creuse                  | Nouvelle-Aquitaine         | inscrit    | « PA00100133 », notice no PA00100133 | 45° 59′ 49″ nord, 1° 50′ 59″ est   |       |
| Ancienne abbaye Saint-Pierre                             | Brantôme                           | Dordogne                | Nouvelle-Aquitaine         | classé     | « PA00082403 », notice no PA00082403 | 45° 21′ 52″ nord, 0° 38′ 49″ est   |       |
| Abri de Cro-Magnon                                       | Les Eyzies-de-Tayac-Sireuil        | Dordogne                | Nouvelle-Aquitaine         | classé     | « PA00082533 », notice no PA00082533 | 44° 56′ 26″ nord, 1° 00′ 35″ est   |       |
| Grotte de Rouffignac ou grotte du Cro de Granville       | Rouffignac-Saint-Cernin-de-Reilhac | Dordogne                | Nouvelle-Aquitaine         | classé     | « PA00082788 », notice no PA00082788 | 45° 00′ 31″ nord, 0° 59′ 17″ est   |       |
| Manoir de la Salle et prieuré attenant                   | Saint-Léon-sur-Vézère              | Dordogne                | Nouvelle-Aquitaine         | classé     | « PA00082864 », notice no PA00082864 | 45° 00′ 36″ nord, 1° 05′ 24″ est   |       |
| Château de Puygiron                                      | Puygiron                           | Drôme                   | Auvergne-Rhône-Alpes       | inscrit    | « PA00117017 », notice no PA00117017 | 44° 32′ 36″ nord, 4° 50′ 54″ est   |       |
| Château de Jeurre                                        | Morigny-Champigny                  | Essonne                 | Île-de-France              | classé     | « PA00087974 », notice no PA00087974 | 48° 28′ 06″ nord, 2° 11′ 16″ est   |       |
| Stèle gauloise                                           | Cléder                             | Finistère               | Bretagne                   | classé     | « PA00089878 », notice no PA00089878 | 48° 39′ 40″ nord, 4° 08′ 27″ ouest |       |
| Chapelle Saint-Michel de Douarnenez                      | Douarnenez                         | Finistère               | Bretagne                   | classé     | « PA00089912 », notice no PA00089912 | 48° 05′ 35″ nord, 4° 19′ 57″ ouest |       |
| Tour carrée de Roquemaure                                | Roquemaure                         | Gard                    | Occitanie                  | inscrit    | « PA00103187 », notice no PA00103187 | 44° 03′ 13″ nord, 4° 46′ 48″ est   |       |
| Église du Vieux Lugo                                     | Lugos                              | Gironde                 | Nouvelle-Aquitaine         | classé     | « PA00083612 », notice no PA00083612 | 44° 30′ 23″ nord, 0° 49′ 15″ ouest |       |
| Église du couvent des Dominicains de Saint-Émilion       | Saint-Émilion                      | Gironde                 | Nouvelle-Aquitaine         | inscrit    | « PA00083729 », notice no PA00083729 | 44° 53′ 45″ nord, 0° 09′ 22″ ouest |       |
| Couvent Sainte-Catherine                                 | Sisco                              | Haute-Corse             | Corse                      | inscrit    | « PA00099249 », notice no PA00099249 | 42° 49′ 03″ nord, 9° 29′ 12″ est   |       |
| Salle de café de style Directoire                        | Le Puy-en-Velay                    | Haute-Loire             | Auvergne-Rhône-Alpes       | inscrit    | « PA00092810 », notice no PA00092810 | 45° 02′ 43″ nord, 3° 52′ 49″ est   |       |
| Église Saint-Beauzire de Saint-Beauzire                  | Saint-Beauzire                     | Haute-Loire             | Auvergne-Rhône-Alpes       | inscrit    | « PA00092833 », notice no PA00092833 | 45° 16′ 33″ nord, 3° 16′ 00″ est   |       |
| Église Saint-Jacques de Saint-Christophe-d'Allier        | Saint-Christophe-d'Allier          | Haute-Loire             | Auvergne-Rhône-Alpes       | inscrit    | « PA00092834 », notice no PA00092834 | 44° 51′ 22″ nord, 3° 42′ 18″ est   |       |
| Château de Flaghac                                       | Saint-Georges-d'Aurac              | Haute-Loire             | Auvergne-Rhône-Alpes       | inscrit    | « PA00092843 », notice no PA00092843 | 45° 10′ 37″ nord, 3° 31′ 52″ est   |       |
| Église Saint-Maurice                                     | Annecy                             | Haute-Savoie            | Auvergne-Rhône-Alpes       | classé     | « PA00118345 », notice no PA00118345 | 45° 53′ 57″ nord, 6° 07′ 40″ est   |       |
| Maison Baisse                                            | Capestang                          | Hérault                 | Occitanie                  | inscrit    | « PA00103405 », notice no PA00103405 | 43° 19′ 41″ nord, 3° 02′ 42″ est   |       |
| Maison Balat                                             | Capestang                          | Hérault                 | Occitanie                  | inscrit    | « PA00103406 », notice no PA00103406 | 43° 19′ 40″ nord, 3° 02′ 41″ est   |       |
| Immeuble                                                 | Pézenas                            | Hérault                 | Occitanie                  | inscrit    | « PA00103651 », notice no PA00103651 | 43° 27′ 40″ nord, 3° 25′ 21″ est   |       |
| Château de Blossac                                       | Goven                              | Ille-et-Vilaine         | Bretagne                   | inscrit    | « PA00090583 », notice no PA00090583 | 48° 01′ 54″ nord, 1° 46′ 45″ ouest |       |
| Château de Boussay                                       | Boussay                            | Indre-et-Loire          | Centre-Val de Loire        | inscrit    | « PA00097600 », notice no PA00097600 | 46° 50′ 37″ nord, 0° 53′ 18″ est   |       |
| Château de Chéniers                                      | Cheillé                            | Indre-et-Loire          | Centre-Val de Loire        | inscrit    | « PA00097647 », notice no PA00097647 | 47° 14′ 33″ nord, 0° 26′ 50″ est   |       |
| Remparts romains                                         | Grenoble                           | Isère                   | Auvergne-Rhône-Alpes       | inscrit    | « PA00117203 », notice no PA00117203 | 45° 11′ 27″ nord, 5° 43′ 46″ est   |       |
| Odéon                                                    | Vienne                             | Isère                   | Auvergne-Rhône-Alpes       | classé     | « PA00117343 », notice no PA00117343 | 45° 31′ 26″ nord, 4° 52′ 40″ est   |       |
| Maison de l'Abbaye                                       | Salins-les-Bains                   | Jura                    | Bourgogne-Franche-Comté    | inscrit    | « PA00102030 », notice no PA00102030 | 46° 56′ 15″ nord, 5° 52′ 35″ est   |       |
| Château de Poyanne                                       | Poyanne                            | Landes                  | Nouvelle-Aquitaine         | classé     | « PA00084000 », notice no PA00084000 | 43° 45′ 26″ nord, 0° 48′ 53″ ouest |       |
| Hôtel Pépin de Bellisle                                  | Nantes                             | Loire-Atlantique        | Pays de la Loire           | inscrit    | « PA44000023 », notice no PA44000023 | 47° 13′ 10″ nord, 1° 32′ 57″ ouest |       |
| Château d'Assay                                          | Beaulieu-sur-Loire                 | Loiret                  | Centre-Val de Loire        | inscrit    | « PA00098703 », notice no PA00098703 | 47° 33′ 48″ nord, 2° 47′ 17″ est   |       |
| Tour de Sagnes                                           | Cardaillac                         | Lot                     | Occitanie                  | inscrit    | « PA00095041 », notice no PA00095041 | 44° 40′ 46″ nord, 1° 59′ 38″ est   |       |
| Château de Cénevières                                    | Cénevières                         | Lot                     | Occitanie                  | classé     | « PA00095056 », notice no PA00095056 | 44° 27′ 46″ nord, 1° 45′ 13″ est   |       |
| Église Saint-Étienne d'Argenton                          | Argenton                           | Lot-et-Garonne          | Nouvelle-Aquitaine         | inscrit    | « PA00084067 », notice no PA00084067 | 44° 23′ 11″ nord, 0° 05′ 46″ est   |       |
| Église Saint-Gilles de Cazideroque                       | Cazideroque                        | Lot-et-Garonne          | Nouvelle-Aquitaine         | inscrit    | « PA00084090 », notice no PA00084090 | 44° 23′ 54″ nord, 0° 55′ 45″ est   |       |
| Église Saint-Clair de Monclar                            | Monclar                            | Lot-et-Garonne          | Nouvelle-Aquitaine         | inscrit    | « PA00084172 », notice no PA00084172 | 44° 26′ 47″ nord, 0° 31′ 35″ est   |       |
| Église Saint-Pierre de La Sauvetat-de-Savères            | Sauvetat-de-Savères (La)           | Lot-et-Garonne          | Nouvelle-Aquitaine         | inscrit    | « PA00084245 », notice no PA00084245 | 44° 13′ 35″ nord, 0° 47′ 57″ est   |       |
| Église Saint-Pierre de Tourtrès                          | Tourtrès                           | Lot-et-Garonne          | Nouvelle-Aquitaine         | inscrit    | « PA00084258 », notice no PA00084258 | 44° 30′ 22″ nord, 0° 25′ 37″ est   |       |
| Prieuré Saint-Aubin                                      | Brissac Loire Aubance              | Maine-et-Loire          | Pays de la Loire           | inscrit    | « PA00108855 », notice no PA00108855 | 47° 19′ 02″ nord, 0° 24′ 42″ ouest |       |
| Église Saint-Symphorien d'Andard                         | Loire-Authion                      | Maine-et-Loire          | Pays de la Loire           | inscrit    | « PA00108857 », notice no PA00108857 | 47° 27′ 27″ nord, 0° 23′ 50″ ouest |       |
| Lanterne des morts                                       | Fontevraud-l'Abbaye                | Maine-et-Loire          | Pays de la Loire           | classé     | « PA00109111 », notice no PA00109111 | 47° 10′ 53″ nord, 0° 02′ 54″ est   |       |
| Église Saint-Martin                                      | Gennes-Val-de-Loire                | Maine-et-Loire          | Pays de la Loire           | inscrit    | « PA00109277 », notice no PA00109277 | 47° 18′ 55″ nord, 0° 08′ 55″ ouest |       |
| Prieuré de Saint-Rémy                                    | Brissac Loire Aubance              | Maine-et-Loire          | Pays de la Loire           | classé     | « PA00109293 », notice no PA00109293 | 47° 23′ 53″ nord, 0° 18′ 56″ ouest |       |
| Château de Grainville : peintures murales de la chapelle | Granville                          | Manche                  | Normandie                  | classé     | « PA00110415 », notice no PA00110415 | 48° 49′ 50″ nord, 1° 33′ 55″ ouest |       |
| Abbaye de Clermont                                       | Olivet                             | Mayenne                 | Pays de la Loire           | classé     | « PA00109574 », notice no PA00109574 | 48° 05′ 53″ nord, 0° 56′ 02″ ouest |       |
| Château de Montaigu                                      | Laneuveville-devant-Nancy          | Meurthe-et-Moselle      | Grand Est                  | inscrit    | « PA00106055 », notice no PA00106055 | 48° 39′ 48″ nord, 6° 12′ 57″ est   |       |
| Tumulus de l'Hermitage                                   | Guiscriff                          | Morbihan                | Bretagne                   | classé     | « PA00091275 », notice no PA00091275 | 48° 02′ 39″ nord, 3° 38′ 42″ ouest |       |
| Dolmen de La Chambrette                                  | Nivillac                           | Morbihan                | Bretagne                   | classé     | « PA00091463 », notice no PA00091463 | 47° 34′ 26″ nord, 2° 16′ 21″ ouest |       |
| Tombeau des Martyrs                                      | Nivillac                           | Morbihan                | Bretagne                   | classé     | « PA00091464 », notice no PA00091464 | 47° 34′ 00″ nord, 2° 16′ 29″ ouest |       |
| Hôtel d'Évreux                                           | 1er arrondissement de Paris        | Paris                   | Île-de-France              | inscrit    | « PA00085822 », notice no PA00085822 | 48° 52′ 06″ nord, 2° 19′ 45″ est   |       |
| Hôtel de Montmorin                                       | 4e arrondissement de Paris         | Paris                   | Île-de-France              | classé     | « PA00086307 », notice no PA00086307 | 48° 51′ 18″ nord, 2° 21′ 53″ est   |       |
| Immeuble                                                 | 4e arrondissement de Paris         | Paris                   | Île-de-France              | inscrit    | « PA00086340 », notice no PA00086340 | 48° 51′ 12″ nord, 2° 21′ 31″ est   |       |
| Hôtel Colbert                                            | 5e arrondissement de Paris         | Paris                   | Île-de-France              | inscrit    | « PA00088441 », notice no PA00088441 | 48° 51′ 06″ nord, 2° 20′ 55″ est   |       |
| Hôtel de Castries                                        | 7e arrondissement de Paris         | Paris                   | Île-de-France              | classé     | « PA00088703 », notice no PA00088703 | 48° 51′ 19″ nord, 2° 19′ 10″ est   |       |
| Théâtre des Champs-Élysées                               | 8e arrondissement de Paris         | Paris                   | Île-de-France              | classé     | « PA00088883 », notice no PA00088883 | 48° 51′ 57″ nord, 2° 18′ 10″ est   |       |
| Hôtel Sandelin                                           | Saint-Omer                         | Pas-de-Calais           | Hauts-de-France            | inscrit    | « PA00108412 », notice no PA00108412 | 50° 44′ 57″ nord, 2° 15′ 16″ est   |       |
| Château de la Terrasse                                   | Crevant-Laveine                    | Puy-de-Dôme             | Auvergne-Rhône-Alpes       | classé     | « PA00092105 », notice no PA00092105 | 45° 53′ 46″ nord, 3° 21′ 16″ est   |       |
| Tour du château fort de Montpeyroux                      | Montpeyroux                        | Puy-de-Dôme             | Auvergne-Rhône-Alpes       | classé     | « PA00092208 », notice no PA00092208 | 45° 37′ 18″ nord, 3° 12′ 20″ est   |       |
| Cromlech d'Arluxatta                                     | Itxassou                           | Pyrénées-Atlantiques    | Nouvelle-Aquitaine         | classé     | « PA00084409 », notice no PA00084409 | 43° 17′ 24″ nord, 1° 23′ 53″ ouest |       |
| Cromlechs de Zelaï                                       | Bidarray                           | Pyrénées-Atlantiques    | Nouvelle-Aquitaine         | classé     | « PA00084410 », notice no PA00084410 | 43° 16′ 38″ nord, 1° 24′ 15″ ouest |       |
| Chapelle de Gabas                                        | Laruns                             | Pyrénées-Atlantiques    | Nouvelle-Aquitaine         | inscrit    | « PA00084426 », notice no PA00084426 | 42° 53′ 27″ nord, 0° 25′ 42″ ouest |       |
| Église Saint-Michel de Montaner                          | Montaner                           | Pyrénées-Atlantiques    | Nouvelle-Aquitaine         | classé     | « PA00084452 », notice no PA00084452 | 43° 20′ 52″ nord, 0° 00′ 35″ ouest |       |
| Hôtel de la Croix-Laval                                  | 2e arrondissement de Lyon          | Rhône                   | Auvergne-Rhône-Alpes       | inscrit    | « PA00117818 », notice no PA00117818 | 45° 45′ 13″ nord, 4° 49′ 55″ est   |       |
| Hôtel de Chevannes                                       | Autun                              | Saône-et-Loire          | Bourgogne-Franche-Comté    | inscrit    | « PA00113082 », notice no PA00113082 | 46° 56′ 54″ nord, 4° 17′ 54″ est   |       |
| Château de Pierre-de-Bresse                              | Pierre-de-Bresse                   | Saône-et-Loire          | Bourgogne-Franche-Comté    | classé     | « PA00113389 », notice no PA00113389 | 46° 52′ 55″ nord, 5° 15′ 56″ est   |       |
| Maison                                                   | Rouen                              | Seine-Maritime          | Normandie                  | inscrit    | « PA00100983 », notice no PA00100983 | 49° 26′ 23″ nord, 1° 05′ 58″ est   |       |
| Maison                                                   | Rouen                              | Seine-Maritime          | Normandie                  | inscrit    | « PA00100936 », notice no PA00100936 | 49° 26′ 25″ nord, 1° 05′ 54″ est   |       |
| Maison                                                   | Rouen                              | Seine-Maritime          | Normandie                  | inscrit    | « PA00100942 », notice no PA00100942 | 49° 26′ 27″ nord, 1° 05′ 55″ est   |       |
| Maison                                                   | Rouen                              | Seine-Maritime          | Normandie                  | inscrit    | « PA00100984 », notice no PA00100984 | 49° 26′ 23″ nord, 1° 05′ 58″ est   |       |
| Maisons                                                  | Rouen                              | Seine-Maritime          | Normandie                  | inscrit    | « PA00100934 », notice no PA00100934 | 49° 26′ 24″ nord, 1° 05′ 53″ est   |       |
| Maison                                                   | Rouen                              | Seine-Maritime          | Normandie                  | inscrit    | « PA00100943 », notice no PA00100943 | 49° 26′ 27″ nord, 1° 05′ 56″ est   |       |
| Chapelle Saint-Louis                                     | Rouen                              | Seine-Maritime          | Normandie                  | classé     | « PA00100807 », notice no PA00100807 | 49° 26′ 42″ nord, 1° 05′ 56″ est   |       |
| Maison                                                   | Rouen                              | Seine-Maritime          | Normandie                  | inscrit    | « PA00100935 », notice no PA00100935 | 49° 26′ 25″ nord, 1° 05′ 54″ est   |       |
| Château de Miromesnil                                    | Saint-Aubin-sur-Scie               | Seine-Maritime          | Normandie                  | classé     | « PA00101024 », notice no PA00101024 | 49° 51′ 40″ nord, 1° 04′ 56″ est   |       |
| Lycée Lapérouse                                          | Albi                               | Tarn                    | Occitanie                  | inscrit    | « PA00095466 », notice no PA00095466 | 43° 55′ 49″ nord, 2° 08′ 49″ est   |       |
| Chapelle des Templiers de Bras                           | Bras                               | Var                     | Provence-Alpes-Côte d'Azur | inscrit    | « PA00081550 », notice no PA00081550 | 43° 28′ 13″ nord, 5° 57′ 02″ est   |       |
| Vestiges archéologiques de Muscapeau                     | Tourves                            | Var                     | Provence-Alpes-Côte d'Azur | classé     | « PA00081768 », notice no PA00081768 | 43° 26′ 46″ nord, 5° 55′ 14″ est   |       |
| Château des Roches-Baritaud                              | Saint-Germain-de-Prinçay           | Vendée                  | Pays de la Loire           | inscrit    | « PA00110236 », notice no PA00110236 | 46° 43′ 55″ nord, 1° 03′ 44″ ouest |       |
| Château de Tiffauges                                     | Tiffauges                          | Vendée                  | Pays de la Loire           | classé     | « PA00110281 », notice no PA00110281 | 47° 00′ 59″ nord, 1° 06′ 53″ ouest |       |
| Église Saint-Hilaire de Leignes-sur-Fontaine             | Leignes-sur-Fontaine               | Vienne                  | Nouvelle-Aquitaine         | classé     | « PA00105489 », notice no PA00105489 | 46° 30′ 20″ nord, 0° 46′ 40″ est   |       |
| Abbaye de Nouaillé-Maupertuis                            | Nouaillé-Maupertuis                | Vienne                  | Nouvelle-Aquitaine         | classé     | « PA00105566 », notice no PA00105566 | 46° 30′ 37″ nord, 0° 24′ 46″ est   |       |
| Palais des comtes du Poitou                              | Poitiers                           | Vienne                  | Nouvelle-Aquitaine         | inscrit    | « PA00105653 », notice no PA00105653 | 46° 34′ 59″ nord, 0° 20′ 32″ est   |       |
| Petite Pierre Levée                                      | Saint-Laon                         | Vienne                  | Nouvelle-Aquitaine         | classé     | « PA00105694 », notice no PA00105694 | 46° 57′ 38″ nord, 0° 01′ 36″ ouest |       |
| Pierre de Verre                                          | Saint-Laon                         | Vienne                  | Nouvelle-Aquitaine         | classé     | « PA00105695 », notice no PA00105695 | 46° 58′ 48″ nord, 0° 01′ 26″ ouest |       |
| Pierre Levée de Courcu                                   | Les Trois-Moutiers                 | Vienne                  | Nouvelle-Aquitaine         | inscrit    | « PA00105747 », notice no PA00105747 | 47° 02′ 52″ nord, 0° 02′ 08″ ouest |       |
| Roche-Vernaize                                           | Les Trois-Moutiers                 | Vienne                  | Nouvelle-Aquitaine         | classé     | « PA00105744 », notice no PA00105744 | 47° 03′ 11″ nord, 0° 00′ 38″ est   |       |
| Dolmens de Bernazay                                      | Les Trois-Moutiers                 | Vienne                  | Nouvelle-Aquitaine         | classé     | « PA00105743 », notice no PA00105743 | 47° 03′ 07″ nord, 0° 00′ 59″ est   |       |
| Immeuble                                                 | Auxerre                            | Yonne                   | Bourgogne-Franche-Comté    | inscrit    | « PA00113593 », notice no PA00113593 | 47° 47′ 50″ nord, 3° 34′ 08″ est   |       |
| Cave aux Fées                                            | Brueil-en-Vexin                    | Yvelines                | Île-de-France              | classé     | « PA00087386 », notice no PA00087386 | 49° 02′ 09″ nord, 1° 48′ 52″ est   |       |
| La Pierre Drette                                         | Guitrancourt                       | Yvelines                | Île-de-France              | classé     | « PA00087449 », notice no PA00087449 | 49° 00′ 04″ nord, 1° 46′ 55″ est   |       |
| Château de Maisons-Laffitte                              | Maisons-Laffitte                   | Yvelines                | Île-de-France              | classé     | « PA00087490 », notice no PA00087490 | 48° 56′ 50″ nord, 2° 09′ 14″ est   |       |
| Laiterie de Madame                                       | Versailles                         | Yvelines                | Île-de-France              | classé     | « PA00087755 », notice no PA00087755 | 48° 47′ 59″ nord, 2° 08′ 29″ est   |       |
| Hôtel de la Poste                                        | Versailles                         | Yvelines                | Île-de-France              | inscrit    | « PA00087700 », notice no PA00087700 | 48° 48′ 09″ nord, 2° 07′ 18″ est   |       |